# Alice Charms the Fish
Série Alice Comedies
Alice's Orphan
(1926) Alice's Monkey Business
(1926)
Pour plus de détails, voir Fiche technique et Distribution.
Alice Charms the Fish est un court métrage d'animation américain muet de la série Alice Comedies sorti en 1926.

## Synopsis
Alice et Julius font de la pêche au bord de l'eau. Alice utilise une flûte pour charmer les poissons et mieux les attraper.

## Fiche technique
- Titre original : Alice Charms the Fish
- Série : Alice Comedies
- Réalisation : Walt Disney
- Animation : Ub Iwerks, Rollin Hamilton, Thurston Harper, Hugh Harman, Rudolf Ising
- Encrage et peinture : Irene Hamilton, Walker Harman
- Photographie : Rudolf Ising
- Production : Margaret J. Winkler
- Société de production : Disney Brothers Studios
- Société de distribution : FBO pour Margaret J. Winkler (1926)
- Budget : 1 529,30 $
- Pays :  États-Unis
- Format d'image : noir et blanc - 35 mm - 1,37:1 - muet
- Genre : animation et prises de vues réelles
- Durée : 7 min.
- Dates de sortie : 
  - Version muette : 6 septembre 1926[1]
  - Version sonorisée : ?

Source : Walt in Wonderland

## Distribution
- Margie Gay : Alice

## Commentaires
Produit en mars 1926, le film a été livré le 3 février 1926 et présenté en avant-première le 19 avril 1926 au Bard's Glendale Theater de Los Angeles.
C'est le premier film achevé aux studios d'Hyperion, ainsi que le premier à être distribué par Film Booking Offices of America et déposé par R-C Pictures Corp (le 28 juin 1926) en vue d'être protégé par les droits d'auteurs.